# Сан-Бернардо-алле-Терме
Сан-Бернардо-алле-Терме (итал. La chiesa di San Bernardo alle Terme — церковь Святого Бернара на термах)— монастырская церковь ордена цистерцианцев в Риме, посвящённая Святому Бернару Клервоскому. Построена на руинах древнеримских терм Диоклетиана. Находится в центре города, недалеко от Пьяцца Република.

## История
В 1593 году Катерина Нобили — племянница папы Юлия III и сестра кардинала Роберта Нобили, приобрела сады (Horti Bellaiani) на месте части разрушенных построек древнеримских терм Диоклетиана и подарила их в 1594 году конгрегации фельянтов (французской ветви ордена цистерцианцев). После того, как в 1598 году монастырские постройки были завершены фельянты начали строить церковь с использованием стен круглого в плане помещения — сферистериума (комнаты для игры в мяч) терм Диоклетиана, построенных между 298 и 306 годами нашей эры. В том же году основатель ордена Жан де ла Барьер умер и был похоронен в церкви. В 1602 году церковь была освящена кардиналом Арно д’Осса. Дарительница Катерина Нобили скончалась 12 декабря 1605 года и также была похоронена в этой церкви.
В 1670 году папа Климент X включил Сан-Бернардо-алле-Терме в список римских титулярных церквей. В том же году в церкви была проведена первая крупная реставрация по инициативе её первого кардинала-священника Джованни Бона. Была поднята старинная кладка, обновлено внутреннее убранство, установлен орган и отремонтирован хор. На фасаде появилась фреска, изображающая Святого Бернара Клервоского. В 1705 году кардинал Джованни Мария Габриэлли поручил художнику Джованни Одацци создать два запрестольных образа для двух, симметрично расположенных боковых алтарей: «Мистическое обручение Святого Роберто ди Молесма» и «Христос посвящает Святого Бернара (Святой Бернар в объятиях Христа)». Реставрационные работы проводились в 1710, 1803 и 2000 годах.
После Французской революции и роспуска конгрегации фельянтов церковь и монастырь в 1803 году были восстановлены и переданы цистерцианцам конгрегации Бернардо ди Кьяравалле. В 1824 году был создан приход и церковь стала приходской.
В 1906 году церковь потеряла статус приходской и стала частью территории прихода Санта-Мария-дельи-Анджели-э-дей-Мартири (Святой Девы Марии Ангелов и Святых Мучеников) и является монастырской церковью цистерцианской конгрегации Сан-Бернардо д’Италия (Congregazione Cistercense di San Bernardo d’Italia). По случаю Юбилейного 2000 года Католической церкви храм был капитально отреставрирован.

## Интерьер церкви
Церковь Сан-Бернардо имеет необычную цилиндрическую форму, что делает её похожей на древнеримский Пантеон. Купол оснащён окулусом (круглым окном) как в Пантеоне. Купол церкви Сан-Бернардо имеет 22 м в диаметре (диаметр купола Пантеона — 43,2 м.). В 1857 году из-за опасности обрушения кирпичный купол укрепили конструкцией из стекла и метала. В нишах интерьера церкви находятся восемь статуй святых, включая святых Марию Магдалину и Иеронима. Они созданы около 1600 года скульптором Камилло Мариани из Виченцы. Орган, построенный Никола Мореттини в 1885 году, расположен в центре апсиды.
В 1869 году в капелле Святого Франциска Ассизского церкви Сан-Бернардо был захоронен немецкий живописец И. Ф. Овербек, член художественного объединения «назарейцев» в Риме. Надгробный монумент создал Карл Хоффманн, муж приёмной дочери Овербека, в 1871 году.

## Титулярная церковь
Церковь Святого Бернарда в термах Диоклетиана является титулярной церковью, кардиналом-священником с титулом церкви Святого Бернарда в термах Диоклетиана с 18 февраля 2012 года, является индийский кардинал Георг Аленчерри.

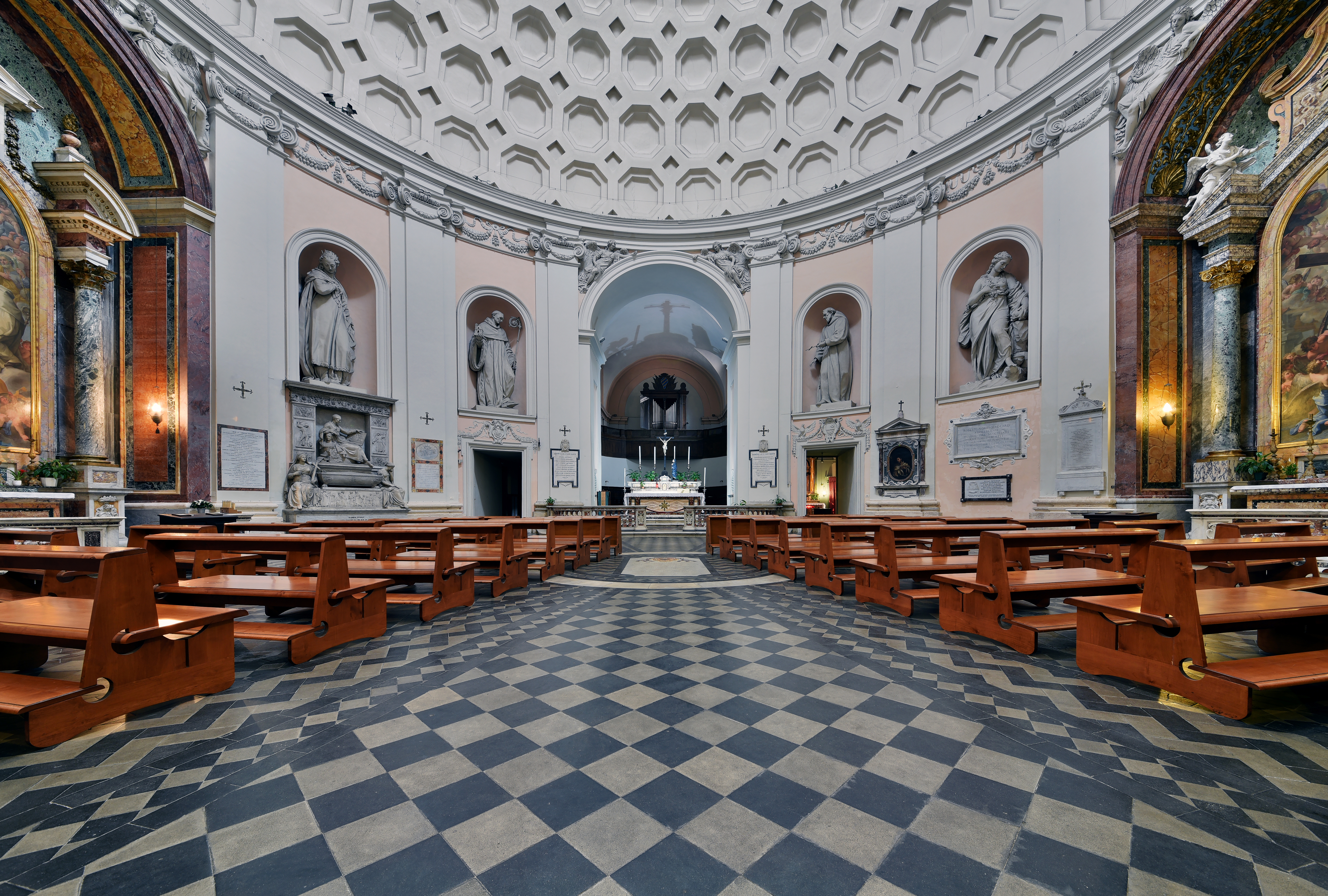
Вид на апсиду с органом
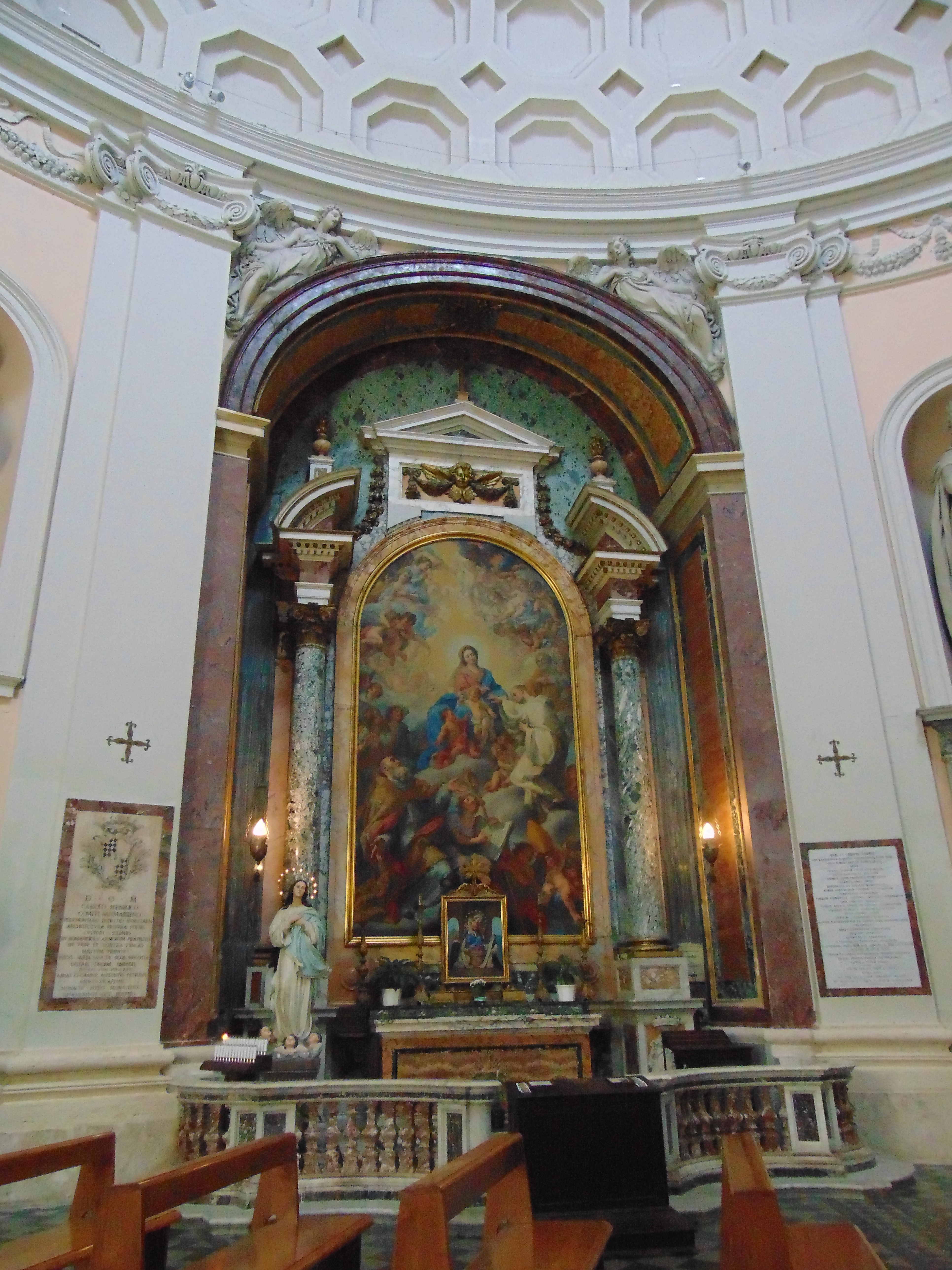
Дж. Одацци. Мистическое обручение Святого Роберто ди Молесма. 1705—1710. Холст, масло
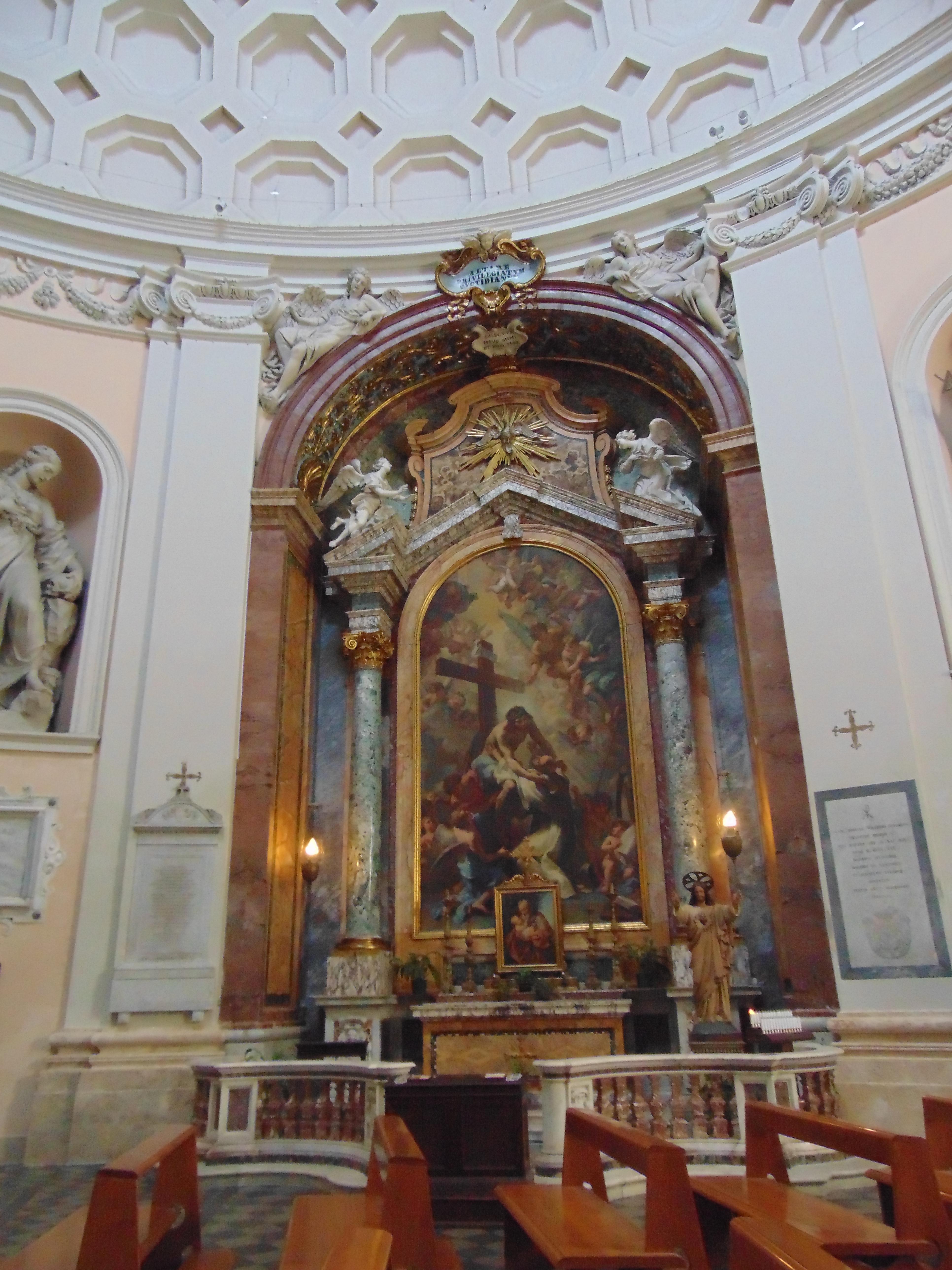
Дж. Одацци. Христос посвящает Святого Бернара (Святой Бернар в объятиях Христа). 1705—1710. Холст, масло
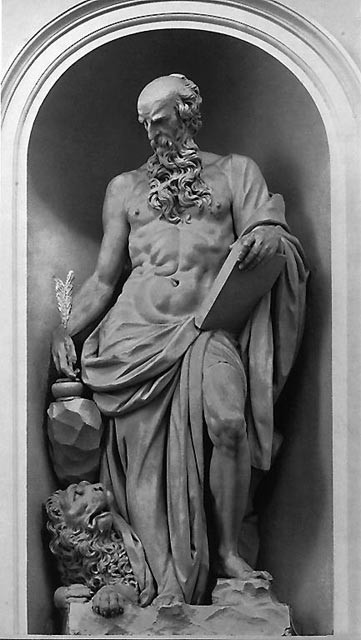
К. Мариани. Святой Иероним. Ок. 1600 г.
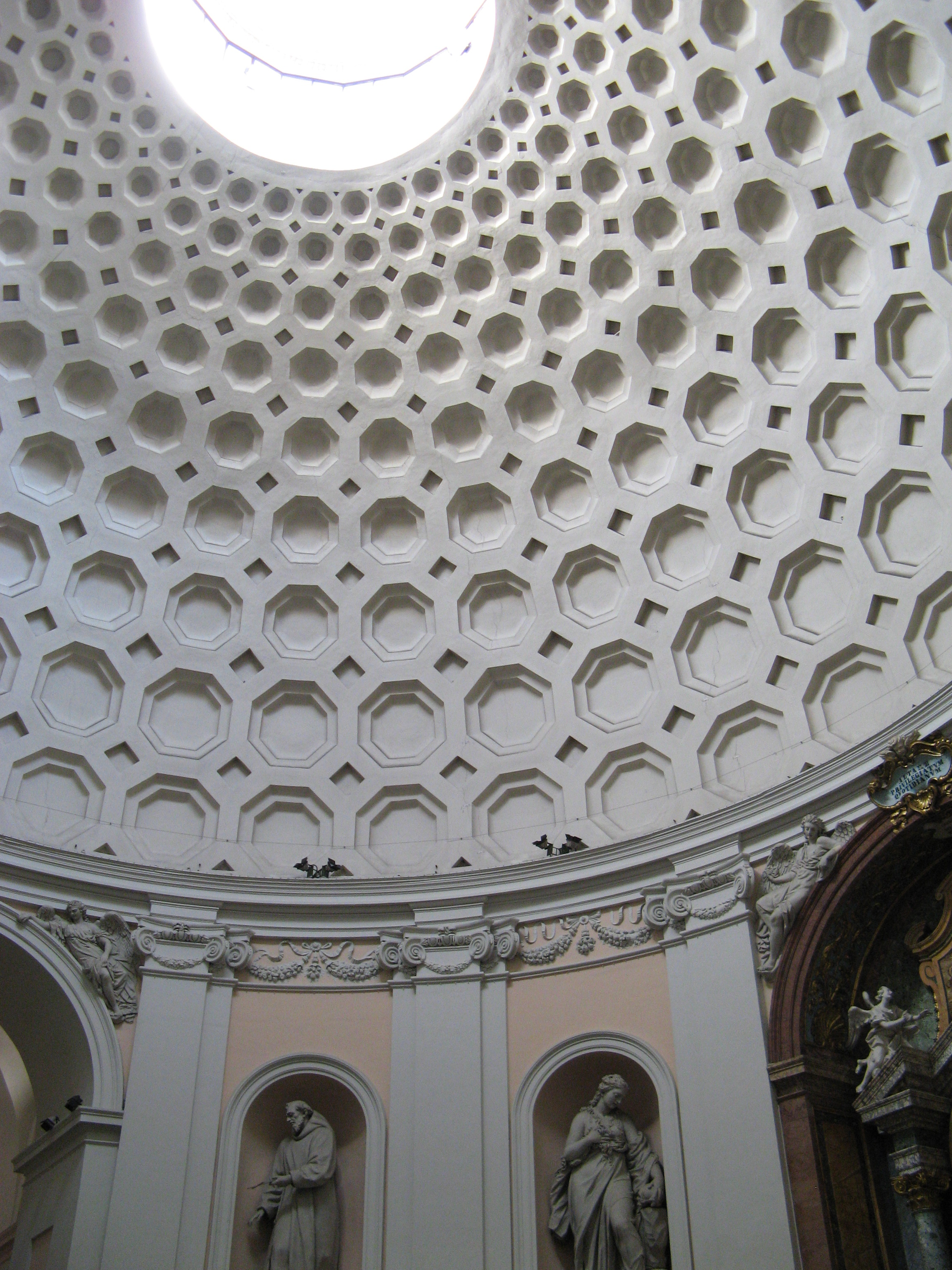
Вид купола
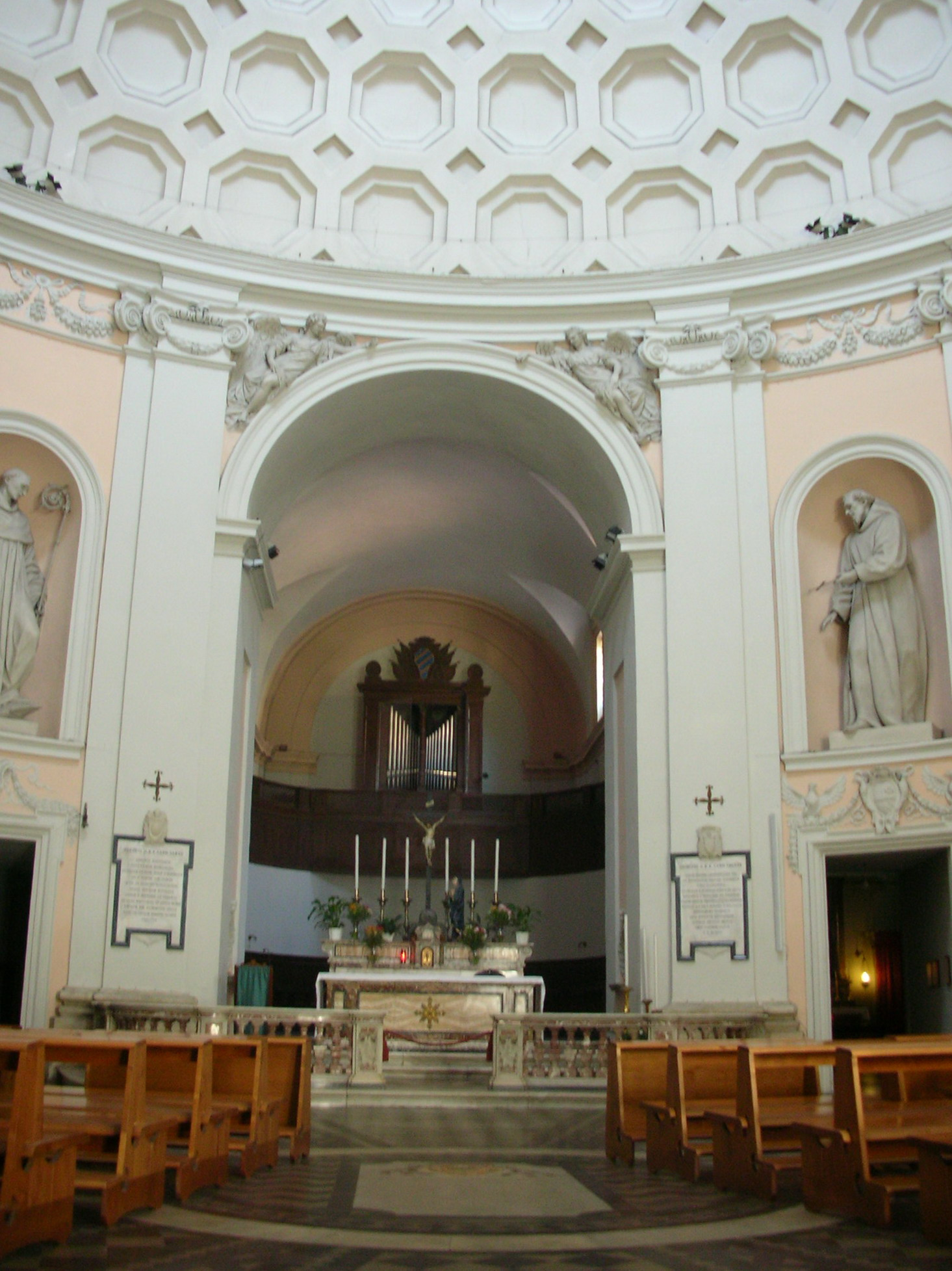
Орган церкви. 1885
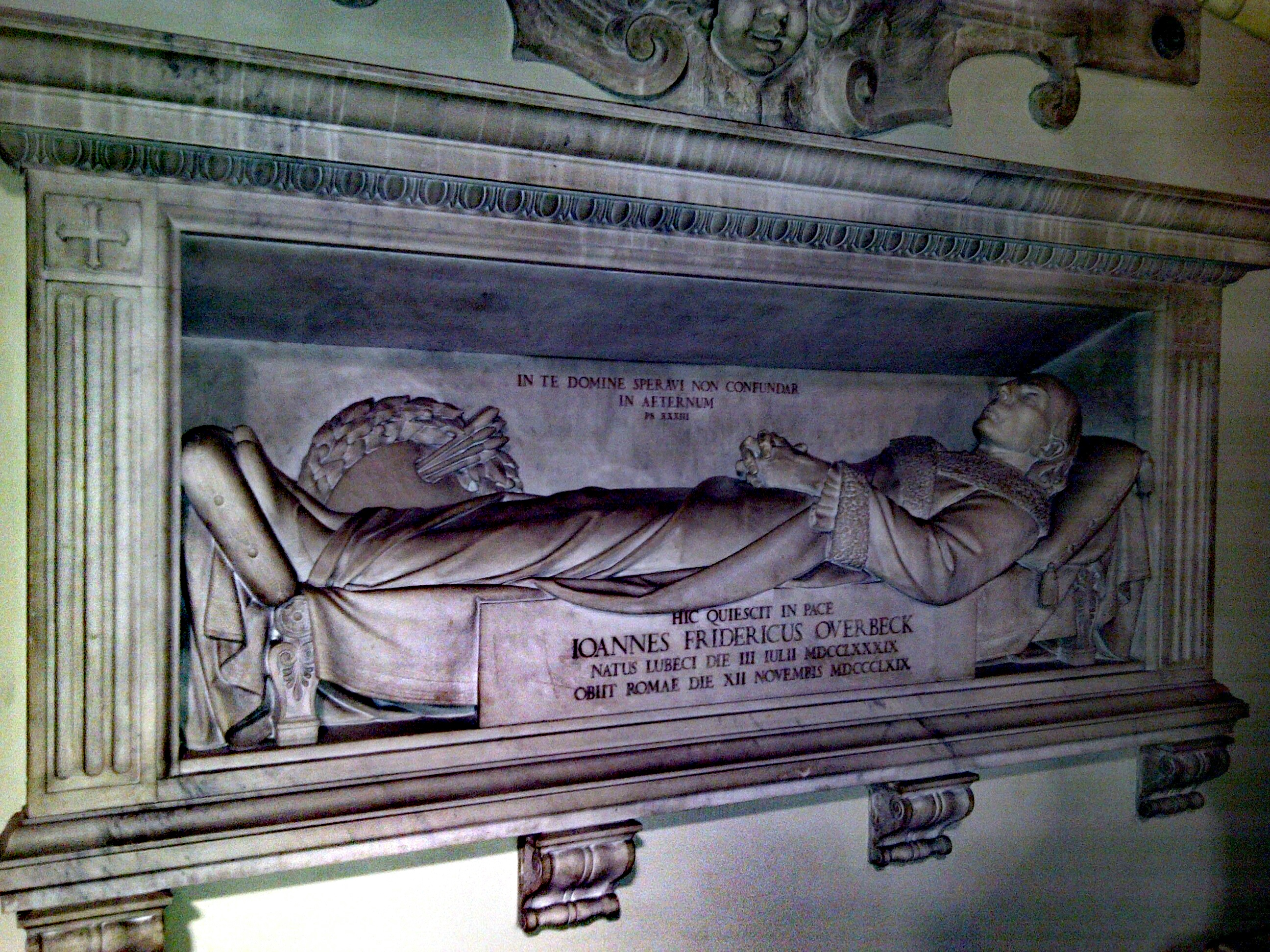
Гробница И. Ф. Овербека. 1871